# Manon Garcia
Pour les articles homonymes, voir Garcia.
Manon Garcia est une philosophe française née en 1985. Spécialiste en philosophie féministe, elle publie son premier essai en 2018, On ne naît pas soumise, on le devient.

## Biographie

### Enfance et formation
Manon Garcia naît en 1985 dans une famille d’autodidactes cultivés. Ses parents fréquentent des milieux sociaux variés. Sa mère, Claire Simon, est réalisatrice, féministe, membre du collectif 50/50 pour l’égalité des femmes et des hommes et la diversité dans le cinéma et l’audiovisuel,.
Après sa classe préparatoire au lycée Henri-IV, elle étudie à l’École normale supérieure et obtient l'agrégation de philosophie en 2014. 
En 2017, elle passe sa thèse de doctorat à l'université Paris I - Panthéon Sorbonne sous la direction de Sandra Laugier qui a pour titre « Consentir à sa soumission, un problème philosophique ».

### Carrière
Manon Garcia obtient en 2016 un poste d'enseignante à l'université Harvard, qu'elle va occuper pendant deux ans[réf. nécessaire], puis un poste de chercheuse et enseignante à l'université de Chicago, jusqu'en 2022. En juillet 2022, elle est nommée professeure junior à l'université libre de Berlin. Elle analyse les causes qui poussent les femmes à la soumission, et met en lumière le paradoxe dans cette soumission féminine consentie, notamment par la pensée de Simone de Beauvoir, elle-même modèle de contradictions entre une forme de soumission dans sa vie personnelle et une volonté de révolutionner les normes sociales.
Manon Garcia publie des articles sur le consentement et donne des conférences. Selon elle, il existe deux formes de soumissions : l'une par la force, qui ne laisse pas d'autre choix que se soumettre, et une autre plus complexe, plus volontaire, par laquelle les femmes auraient un intérêt — plus d'attention masculine, statut social valorisé — et leur consentement relèverait alors d'une sorte de « calcul coûts-bénéfices, ». Cependant, cette soumission ne serait pas liée à une quelconque « nature féminine », mais bien le résultat d'un conditionnement social.
Elle publie en 2018 On ne naît pas soumise : on le devient, où elle reprend la thèse de Beauvoir selon laquelle l’oppression sexiste réifie le corps des femmes. Elle dénonce l’aliénation du corps des femmes qui les conduit à cultiver un plaisir spécifique et ambigu à se soumettre.
Dans son ouvrage La Conversation des sexes, Philosophie du consentement paru en 2021, Manon Garcia en appelle à une culture de l’érotisation égalitaire pour dépasser la culture du viol. Une  politique éducative à destination d'un public adolescent pourrait notamment s’appuyer, par exemple, sur des séries ayant mis en avant le consentement comme Grey’s Anatomy, Sex Education ou Normal People, pour expliquer à quoi correspond une sexualité bonne pour toutes et tous. 
Dans Vivre avec les hommes, elle fait le récit des audiences du procès Pélicot et livre une analyse philosophique et sociale des agressions sexuelles, marquée par des normes sociales de genre qui maintiennent « un ordre social hiérarchique », et la « complicité » des hommes français avec le patriarcat.

## Publications

### En français
- Manon Garcia, On ne naît pas soumise : on le devient, Flammarion, coll. « Climats », 2018, 268 p. (ISBN 978-2-0814-3941-2).
- Manon Garcia, Philosophie féministe: patriarcat, savoirs, justice, Librairie philosophique J. Vrin, coll. « Textes clés », 2021 (ISBN 978-2-7116-2974-9).
- Manon Garcia, La conversation des sexes: philosophie du consentement, Flammarion, coll. « Climats », 2021 (ISBN 978-2-08-024236-5).
- Manon Garcia, Julie Mazaleigue-Labaste et Alicia-Dorothy Mornington, Envers et revers du consentement: la sexualité, la famille et le corps, entre consentement, contraintes et autonomie, Éditions Mare & Martin, coll. « Collection de l'Institut des sciences juridique et philosophique de la Sorbonne », 2023 (ISBN 978-2-84934-584-9).
- Manon Garcia, Vivre avec les hommes : Réflexions sur le procès Pelicot, Paris, Flammarion, coll. « Climats », 5 mars 2025, 232 p. (ISBN 9782080478160)[17].

### En anglais
- Manon Garcia, The joy of consent: a philosophy of good sex, The Belknap Press of Harvard University Press, 2023 (ISBN 978-0-674-27913-1).

### Préface
- Kate Kirkpatrick, Devenir Beauvoir, la force de la volonté, trad. Clotilde Meyer, Flammarion, 2020

### Audio
- « Manon Garcia, philosophe féministe : épisode 6/82 du podcast Profession philosophe », sur France Culture.
- « "Le Deuxième Sexe" de Simone de Beauvoir par la philosophe Manon Garcia », sur France Culture.